# Mur Méditerranée
Ne doit pas être confondu avec Mur de la Méditerranée.
Mur Méditerranée est un roman de l'écrivain haïtien Louis-Philippe Dalembert paru le 29 août 2019 aux éditions Sabine Wespieser.

## Historique du livre
Le roman est retenu dans la première sélection du prix Goncourt et la dernière sélection du prix Goncourt des lycéens décerné cependant au premier tour par sept voix contre cinq à Les Choses humaines de Karine Tuil,. Il remporte toutefois le Choix Goncourt de la Pologne, le Choix Goncourt de la Suisse ainsi que le Prix de la langue française.

## Résumé
Ce roman suit trois femmes de différents horizons qui se lancent dans un voyage clandestin à travers la Méditerranée pour atteindre l’Europe 1. Parmi ces femmes, il y a Chochana, une Nigériane, et Semhar, une Érythréenne, qui se rencontrent dans un entrepôt en Libye après des mois d’errance sur les routes du continent 2. Le livre aborde des thèmes tels que la migration, la violence et l’espoir 1.

## Réception critique
Pour La Croix, il s'agit d'un roman porté par « une plume tantôt élégante, tantôt familière comme pour nous rendre les personnages plus proches » où « jamais le romanesque ne cède le pas à la réalité dans un livre poignant et terriblement bien documenté».
Pour Tahar Ben Jelloun, juré du prix Goncourt qui considère qu'« il était temps qu'un grand romancier s'empare de ce sujet d'information quasi quotidien et restitue ces drames », la force du roman tient dans la « volonté de l'auteur d'inscrire cette tragédie dans la littérature, pas ce genre de roman qui s'apitoie sur les victimes », mais également qui fait réfléchir le lecteur sur la situation des migrants au travers « de personnages si proches, si humains qu'on se pose cette question : "Et si c'était moi qui avais dû tout vendre pour monter dans la barque du malheur ?" ».

## Éditions
- Éditions Sabine Wespieser, 2019,  (ISBN 978-2-84805-328-8)[6].